# Mühlviertel
Le Mühlviertel est une région autrichienne appartenant à l'État de Haute-Autriche.
C'est l'une des quatre régions de la Haute-Autriche, les autres étant Hausruckviertel, Traunviertel et Innviertel.
Il porte le nom des trois rivières Große Mühl, Kleine Mühl et Steinerne Mühl. Il s'y trouve la plus ancienne station hydroélectrique d'Autriche encore en activité, la centrale hydroélectrique de Partenstein.

## Géographie

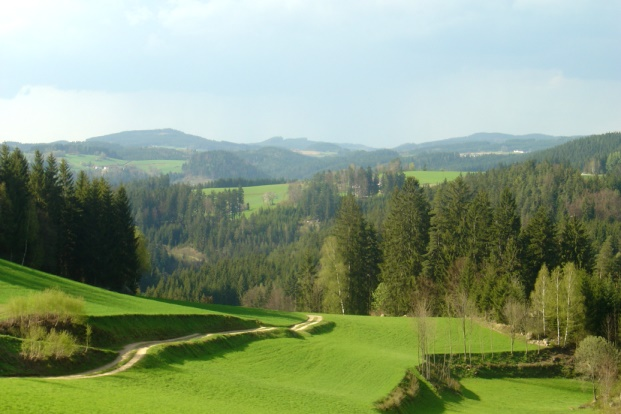
L'alternance de prairies et de collines boisées est caractéristique du Mühlviertel.

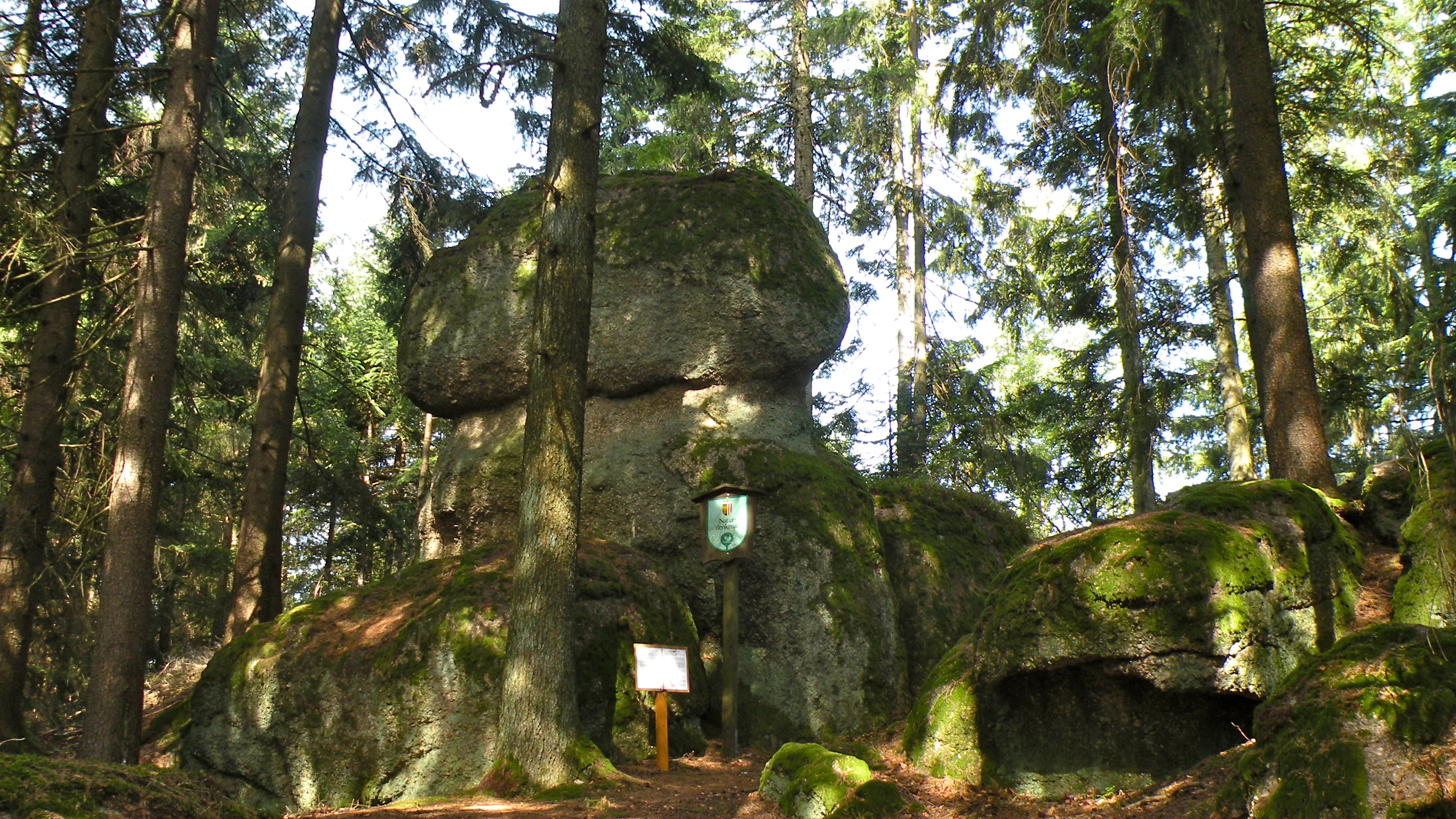
Matelassage d'érosion sur une falaise de granite.

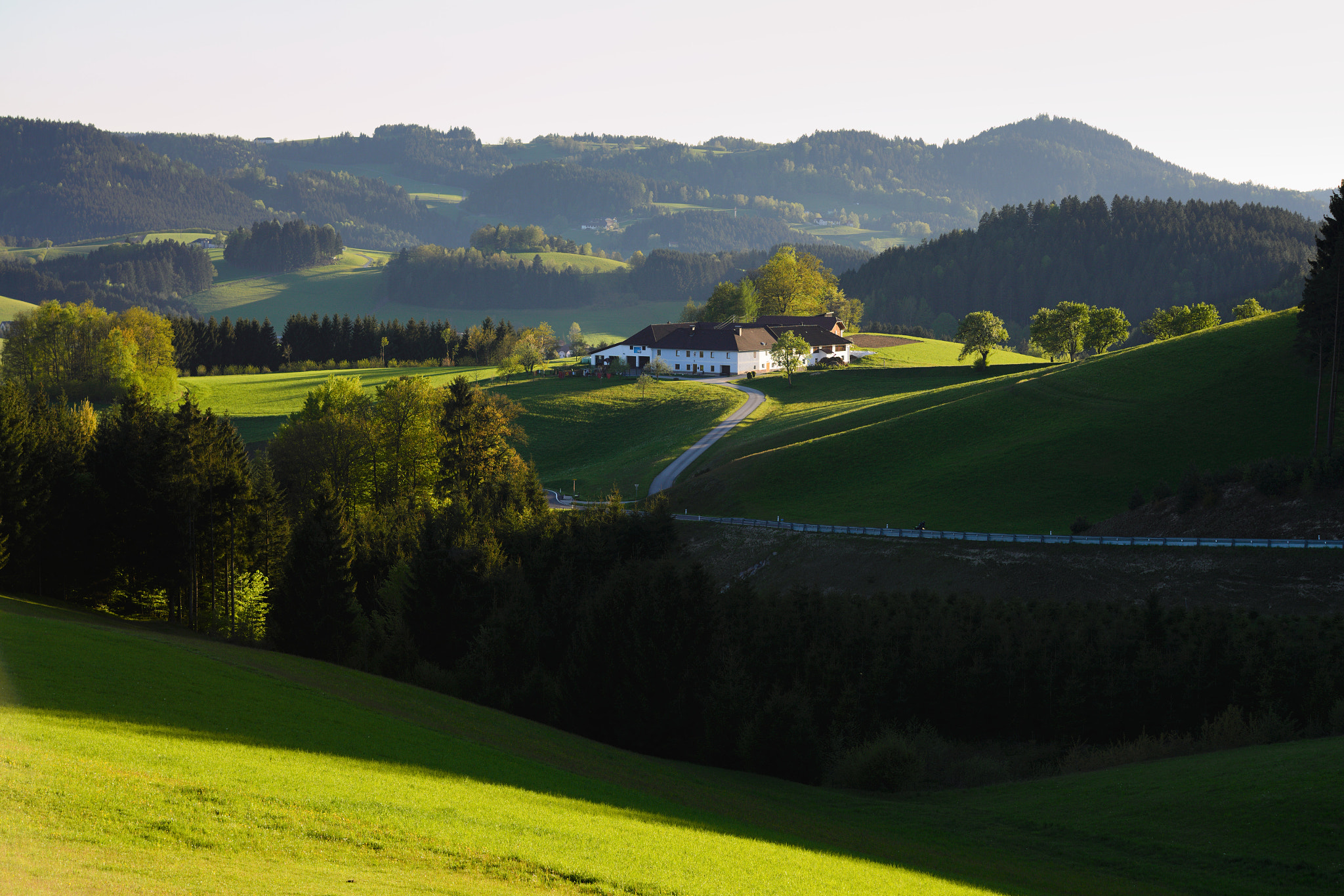

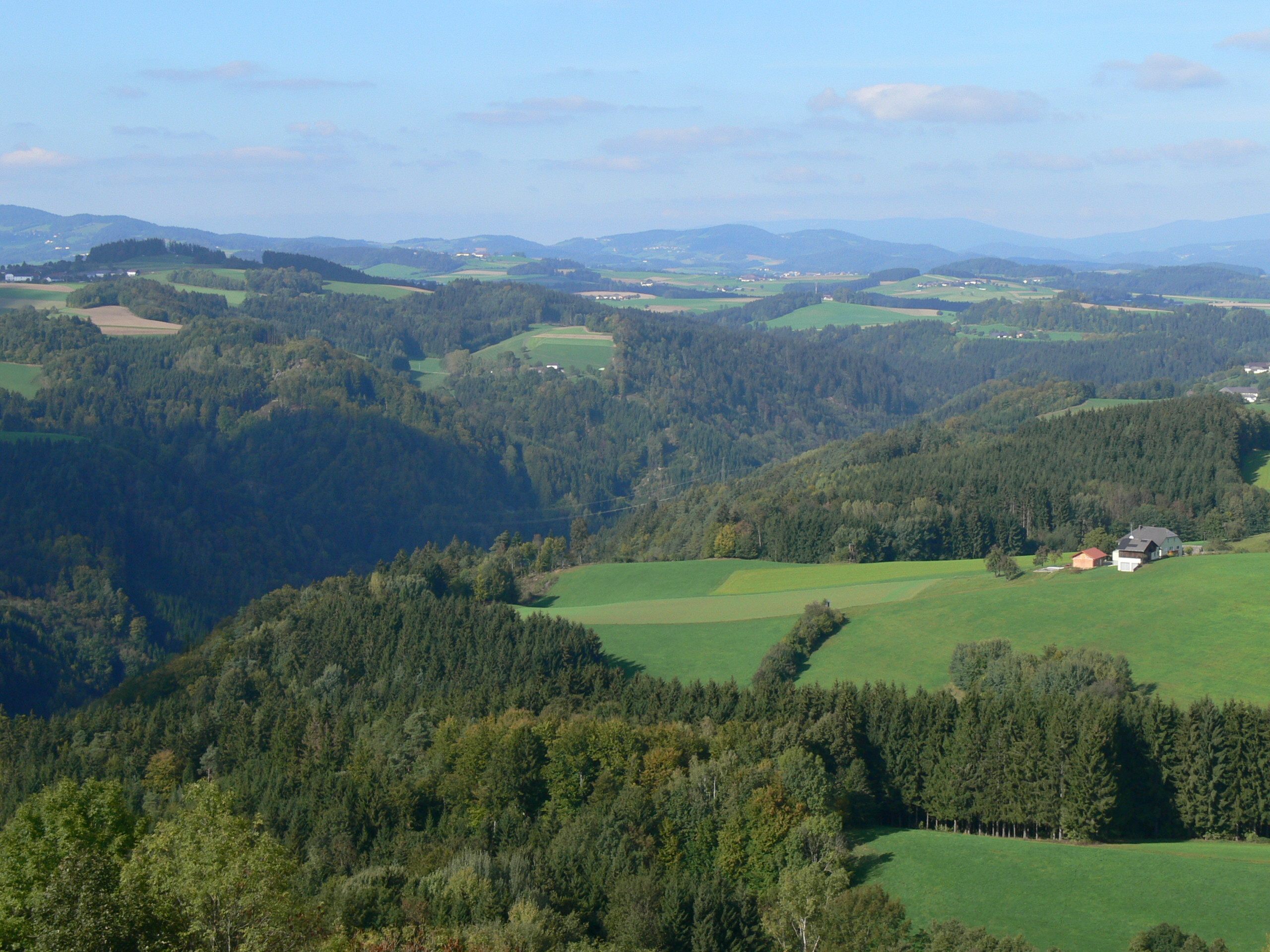

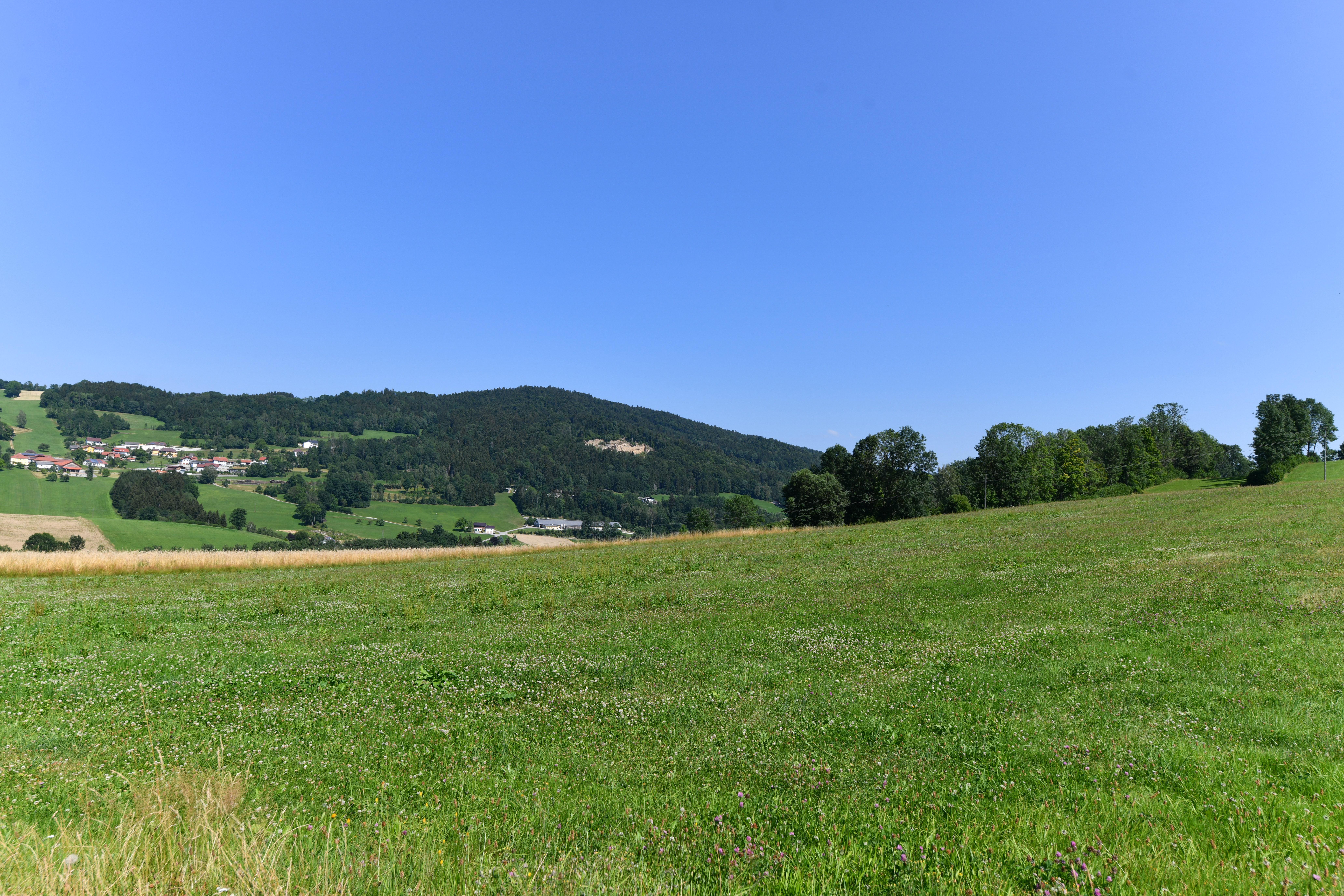
Paysage du Mühlviertel.

Le Mühlviertel s'étend entre la Bavière, la Bohême-du-Sud et la  Basse-Autriche. Du point de vue du relief, il se rattache au plateau granitique du Massif de Bohême. Son point culminant, d'une altitude de 1 378 m, est le Plöckenstein, mont des confins de l'Autriche, en Forêt de Bohême. Le point le plus bas, d'une altitude de 228 m, se trouve à Sankt Nikola an der Donau (lieu-dit d'Hirschenau).
Les rares plaines de la région s'étalent d'une part entre Aschach et Ottensheim, dans la moitié nord du Bassin d'Eferding, et d'autre part entre Mauthausen et Grein (Machland).
Le socle géologique du pays est donc essentiellement constitué de granite et de gneiss. Hormis quelques cours d'eau dans sa partie nord, au delà du bassin hydrographique, ses fleuves et rivières se déversent dans le Danube. Outre ses ruisseaux naturels, le Mühlviertel se distingue des autres régions d'Autriche par l'aspect de son relief (érosion de matelassage, marécage), sa faune sauvage (loutre, Lynx d'Europe) et sa flore (prairies herbues de Nardus stricta, gentiane de Bohême).
Les gorges du Hasel (Haselgraben) divisent le Mühlviertel (Mühlviertel supérieur et inférieur). La vallée de la Mühl et les gorges de la Feldaist entaillent le massif de la forêt de Passau aux forêt de Linz et de Grein.